# 齋藤彌平太
齋藤彌平太（日语：／ Saitō Yaheita，1885年9月28日—？），大日本帝國陸軍軍人，最高軍階為陸軍中將。
出生於日本香川縣。1907年5月，畢業於陸軍士官學校（第19期）。同年12月授步兵少尉，進入步兵第12聯隊服役。1914年畢業於陸軍大學校（第26期）。1925年8月任朝鮮軍參謀。1930年升步兵大佐，就任陸軍省整備局統制課長。1932年8月任關東軍參謀，就任步兵第6聯隊長。1935年3月升陸軍少將，就任步兵第28旅團長。1937年3月被派往第1師司令部，擔任第4獨立守備隊司令官。1938年升陸軍中將。同年11月，以第101師團長的身份參加中日戰爭。1939年11月歷任第1師團司令部付、参謀本部付、陸軍兵器本部長等職，1942年7月就任第25軍司令官。他因第25軍移駐蘇門答臘問題與南方軍總謀長黑田重德發生衝突，最後於1943年5月被編入預備役。同年8月就任朝鮮總督府指導者養成所長。1944年7月被派往滿洲國，擔任滿洲拓殖公社總裁，一直到日本投降為止。1946年5月，他被蘇聯紅軍逮捕，從此下落不明。1953年9月28日，日本缺席宣佈他已經「戰死」。